# Школа № 6 (Мелітополь)
Мелітопольська середня школа № 6 – загальноосвітній навчальний заклад у Мелітополі.

## Історія
Школа розпочала роботу 1 вересня 1923 року і спочатку розміщувалася за адресою вулиця Дзержинського, 27. Крім учнів з Мелітополя, у школі займалися учні 8-10 класів з Вознесенки.
Школа закривалася на роки Німецько-радянської війни, а після звільнення Мелітополя у 1943 році школа № 6 знову відкрилася у будівлі бухгалтерської школи на вулиці Дзержинського, 25.
1947 року школа переїхала на проспект Богдана Хмельницького, до двоповерхової будівлі, в якій зараз знаходиться ресторан «Білий рояль». У цій будівлі було обладнано 8 класних кімнат, бібліотека, учительська, кабінет директора, бухгалтерія, а у дворі було розміщено буфет та піонерську кімнату. Через дорогу, в одноповерховому будинку, розташованому на місці нинішнього Укртелекому, було ще 6 класних кімнат, спортивний зал та медпункт. До школи привозили учнів 8-10 класів із радгоспу Садовий.
1 вересня 1965 року школа переїхала до нової триповерхової будівлі на вулиці Воровського, 185 (теперішня Монастирська вулиця). У будівлі були актова зала, спортивна зала з роздягальнями, свій кінотеатр, у дворі — їдальня, буфет, теплиця, майстерні з обробки металу та дерева, клас обслуговуючої праці, біля школи було розбито присадибну ділянку. Школа корисною площею 3694,6 м2 була розрахована на 964 місця. З 1965 по 1971 роки школа була восьмирічною, потім знову стала десятирічною.